# Bryan Douglas
Bryan Douglas (Blackburn, 27 maggio 1934) è un ex calciatore inglese, di ruolo ala.

## Carriera

### Club
Ha giocato tutta la sua carriera nel Blackburn Rovers, squadra della sua città natale, dal 1952 al 1969, giocando 438 partite e segnando 100 reti.

### Nazionale
Con la Nazionale inglese ha giocato 36 partite segnando 11 reti.

## Statistiche

### Cronologia presenze e reti in nazionale
| Cronologia completa delle presenze e delle reti in nazionale ― Inghilterra | Cronologia completa delle presenze e delle reti in nazionale ― Inghilterra | Cronologia completa delle presenze e delle reti in nazionale ― Inghilterra | Cronologia completa delle presenze e delle reti in nazionale ― Inghilterra | Cronologia completa delle presenze e delle reti in nazionale ― Inghilterra | Cronologia completa delle presenze e delle reti in nazionale ― Inghilterra | Cronologia completa delle presenze e delle reti in nazionale ― Inghilterra | Cronologia completa delle presenze e delle reti in nazionale ― Inghilterra |
| Data                                                                       | Città                                                                      | In casa                                                                    | Risultato                                                                  | Ospiti                                                                     | Competizione                                                               | Reti                                                                       | Note                                                                       |
| -------------------------------------------------------------------------- | -------------------------------------------------------------------------- | -------------------------------------------------------------------------- | -------------------------------------------------------------------------- | -------------------------------------------------------------------------- | -------------------------------------------------------------------------- | -------------------------------------------------------------------------- | -------------------------------------------------------------------------- |
| 19-10-1957                                                                 | Cardiff                                                                    | Galles                                                                     | 0 – 4                                                                      | Inghilterra                                                                | Torneo Interbritannico 1957                                                | -                                                                          |                                                                            |
| 6-11-1957                                                                  | Londra                                                                     | Inghilterra                                                                | 2 – 3                                                                      | Irlanda del Nord                                                           | Torneo Interbritannico 1957                                                | -                                                                          |                                                                            |
| 27-11-1957                                                                 | Londra                                                                     | Inghilterra                                                                | 4 – 0                                                                      | Francia                                                                    | Amichevole                                                                 | -                                                                          |                                                                            |
| 19-4-1958                                                                  | Glasgow                                                                    | Scozia                                                                     | 0 – 4                                                                      | Inghilterra                                                                | Torneo Interbritannico 1957                                                | 1                                                                          |                                                                            |
| 7-5-1958                                                                   | Londra                                                                     | Inghilterra                                                                | 2 – 1                                                                      | Portogallo                                                                 | Amichevole                                                                 | -                                                                          |                                                                            |
| 11-5-1958                                                                  | Belgrado                                                                   | Jugoslavia                                                                 | 5 – 0                                                                      | Inghilterra                                                                | Amichevole                                                                 | -                                                                          |                                                                            |
| 18-5-1958                                                                  | Mosca                                                                      | Unione Sovietica                                                           | 1 – 1                                                                      | Inghilterra                                                                | Amichevole                                                                 | -                                                                          |                                                                            |
| 8-6-1958                                                                   | Göteborg                                                                   | Unione Sovietica                                                           | 2 – 2                                                                      | Inghilterra                                                                | Mondiali 1958 - 1º turno                                                   | -                                                                          |                                                                            |
| 11-6-1958                                                                  | Göteborg                                                                   | Brasile                                                                    | 0 – 0                                                                      | Inghilterra                                                                | Mondiali 1958 - 1º turno                                                   | -                                                                          |                                                                            |
| 15-6-1958                                                                  | Borås                                                                      | Inghilterra                                                                | 2 – 2                                                                      | Austria                                                                    | Mondiali 1958 - 1º turno                                                   | -                                                                          |                                                                            |
| 17-6-1958                                                                  | Göteborg                                                                   | Unione Sovietica                                                           | 1 – 0                                                                      | Inghilterra                                                                | Mondiali 1958 - Spareggio                                                  | -                                                                          |                                                                            |
| 22-10-1958                                                                 | Londra                                                                     | Inghilterra                                                                | 5 – 0                                                                      | Unione Sovietica                                                           | Amichevole                                                                 | -                                                                          |                                                                            |
| 11-4-1959                                                                  | Londra                                                                     | Inghilterra                                                                | 1 – 0                                                                      | Scozia                                                                     | Torneo Interbritannico 1958                                                | -                                                                          |                                                                            |
| 11-5-1960                                                                  | Londra                                                                     | Inghilterra                                                                | 3 – 3                                                                      | Jugoslavia                                                                 | Amichevole                                                                 | 1                                                                          |                                                                            |
| 22-5-1960                                                                  | Budapest                                                                   | Ungheria                                                                   | 2 – 0                                                                      | Inghilterra                                                                | Amichevole                                                                 | -                                                                          |                                                                            |
| 8-10-1960                                                                  | Belfast                                                                    | Irlanda del Nord                                                           | 2 – 5                                                                      | Inghilterra                                                                | Torneo Interbritannico 1960                                                | 1                                                                          |                                                                            |
| 19-10-1960                                                                 | Lussemburgo                                                                | Lussemburgo                                                                | 0 – 9                                                                      | Inghilterra                                                                | Qual. Mondiali 1962                                                        | -                                                                          |                                                                            |
| 26-10-1960                                                                 | Londra                                                                     | Inghilterra                                                                | 4 – 2                                                                      | Spagna                                                                     | Amichevole                                                                 | 1                                                                          |                                                                            |
| 23-11-1960                                                                 | Londra                                                                     | Inghilterra                                                                | 5 – 1                                                                      | Galles                                                                     | Torneo Interbritannico 1960                                                | -                                                                          |                                                                            |
| 15-4-1961                                                                  | Londra                                                                     | Inghilterra                                                                | 9 – 3                                                                      | Scozia                                                                     | Torneo Interbritannico 1960                                                | 1                                                                          |                                                                            |
| 10-5-1961                                                                  | Londra                                                                     | Inghilterra                                                                | 8 – 0                                                                      | Messico                                                                    | Amichevole                                                                 | 2                                                                          |                                                                            |
| 21-5-1961                                                                  | Oeiras                                                                     | Portogallo                                                                 | 1 – 1                                                                      | Inghilterra                                                                | Qual. Mondiali 1962                                                        | -                                                                          |                                                                            |
| 24-5-1961                                                                  | Roma                                                                       | Italia                                                                     | 2 – 3                                                                      | Inghilterra                                                                | Amichevole                                                                 | -                                                                          |                                                                            |
| 27-5-1961                                                                  | Vienna                                                                     | Austria                                                                    | 3 – 1                                                                      | Inghilterra                                                                | Amichevole                                                                 | -                                                                          |                                                                            |
| 28-9-1961                                                                  | Londra                                                                     | Inghilterra                                                                | 4 – 1                                                                      | Lussemburgo                                                                | Qual. Mondiali 1962                                                        | -                                                                          |                                                                            |
| 14-10-1961                                                                 | Cardiff                                                                    | Galles                                                                     | 1 – 1                                                                      | Inghilterra                                                                | Torneo Interbritannico 1961                                                | 1                                                                          |                                                                            |
| 25-10-1961                                                                 | Londra                                                                     | Inghilterra                                                                | 2 – 0                                                                      | Portogallo                                                                 | Qual. Mondiali 1962                                                        | -                                                                          |                                                                            |
| 22-11-1961                                                                 | Londra                                                                     | Inghilterra                                                                | 1 – 1                                                                      | Irlanda del Nord                                                           | Torneo Interbritannico 1961                                                | -                                                                          |                                                                            |
| 4-4-1962                                                                   | Londra                                                                     | Inghilterra                                                                | 3 – 1                                                                      | Austria                                                                    | Amichevole                                                                 | -                                                                          |                                                                            |
| 14-4-1962                                                                  | Glasgow                                                                    | Scozia                                                                     | 2 – 0                                                                      | Inghilterra                                                                | Torneo Interbritannico 1961                                                | -                                                                          |                                                                            |
| 9-5-1962                                                                   | Londra                                                                     | Inghilterra                                                                | 3 – 1                                                                      | Svizzera                                                                   | Amichevole                                                                 | -                                                                          |                                                                            |
| 20-5-1962                                                                  | Lima                                                                       | Perù                                                                       | 0 – 4                                                                      | Inghilterra                                                                | Amichevole                                                                 | -                                                                          |                                                                            |
| 31-5-1962                                                                  | Rancagua                                                                   | Inghilterra                                                                | 1 – 2                                                                      | Ungheria                                                                   | Mondiali 1962 - 1º turno                                                   | -                                                                          |                                                                            |
| 7-6-1962                                                                   | Rancagua                                                                   | Bulgaria                                                                   | 0 – 0                                                                      | Inghilterra                                                                | Mondiali 1962 - 1º turno                                                   | -                                                                          |                                                                            |
| 10-6-1962                                                                  | Viña del Mar                                                               | Brasile                                                                    | 3 – 1                                                                      | Inghilterra                                                                | Mondiali 1962 - Quarti di finale                                           | -                                                                          |                                                                            |
| 6-4-1963                                                                   | Londra                                                                     | Inghilterra                                                                | 1 – 2                                                                      | Scozia                                                                     | Torneo Interbritannico 1962                                                | 1                                                                          |                                                                            |
| 8-5-1963                                                                   | Londra                                                                     | Inghilterra                                                                | 1 – 1                                                                      | Brasile                                                                    | Amichevole                                                                 | 1                                                                          |                                                                            |
| 5-6-1963                                                                   | Basilea                                                                    | Svizzera                                                                   | 1 – 8                                                                      | Inghilterra                                                                | Amichevole                                                                 | 1                                                                          |                                                                            |
| Totale                                                                     |                                                                            | Presenze                                                                   | 36                                                                         |                                                                            | Reti                                                                       | 11                                                                         |                                                                            |